# Паркерс Кросроудс (Тенеси)
Паркерс Кросроудс (енгл. Parkers Crossroads) град је у америчкој савезној држави Тенеси.

## Демографија
По попису из 2010. године број становника је 330, што је 89 (36,9%) становника више него 2000. године.
| Група             | 2000.       | 2010.       |
| Белци             | 195 (80,9%) | 265 (80,3%) |
| Афроамериканци    | 35 (14,5%)  | 46 (13,9%)  |
| Азијати           | 0 (0,0%)    | 1 (0,3%)    |
| Хиспаноамериканци | 3 (1,2%)    | 7 (2,1%)    |
| Укупно            | 241         | 330         |